# Провінціалки
«Провінціа́лки» — радянський художній фільм 1990 року, знятий режисером Борисом Квашньовим на студії «Укртелефільм».

## Сюжет
Екранізація однойменної п'єси Ярослава Стельмаха. Мати й дочка приїжджають до Києва з провінції. Донька закінчила школу з медаллю — і мама мріє побачити її студенткою престижного вишу. Оселившись на дачі давнього друга матері — відомого вченого, вони поринають у «столичне життя». Таня готується до вступних іспитів до інституту, але життєві плани головних героїнь несподівано змінюються. Лідія Андріївна бачить можливість інакше влаштувати долю дочки…

## У ролях
- Галина Яцкіна — Лідія Андріївна, вдова з провінції
- Ольга Кабо — Таня, дочка Лідії Андріївни
- Сергій Твердохлєбов — Сергій, лікар швидкої допомоги
- Наталія Стриженова — Світлана, наречена Бориса
- Андрій Смирнов — Борис, вчений, доктор наук
- Микола Корноухов — сусід по дачі
- Микола Досенко — господар автомобіля
- Ксенія Ніколаєва — подруга Світлани
- Людмила Смородіна — сусідка Бориса у місті
- Володимир Котляр — Юрочка
- Світлана Кондратова — Валя, домробітниця
- Тетяна Слобідська — епізод
- Андрій Мороз — епізод
- Олександр Пархоменко — учасник вечірки
- Віталій Ясько — епізод
- Маліка Назієва — епізод

## Знімальна група
- Режисер — Борис Квашньов
- Сценарист — Ярослав Стельмах
- Оператор — Віктор Кущ
- Композитор — Євген Клячкін
- Художник — Віталій Ясько